# Мартикян Сергій Миколайович
Сергі́й (Серго́) Микола́йович Мартикя́н (6 червня 1874, місто Тифліс, тепер Тбілісі, Грузія — 13 травня 1957, місто Єреван, тепер Вірменія) — радянський діяч, голова Центрального виконавчого комітету Вірменської РСР. Член Центральної контрольної комісії ВКП(б) у 1924—1930 роках. Член ЦВК СРСР.

## Життєпис
Народився в родині робітника. У дитячі роки втратив батьків. У 1890 році закінчив Тифліське міське ремісниче училище. Потім переїхав до міста Баку, де працював слюсарем.
З 1901 року займався революційною діяльністю. Член РСДРП з 1904 року. 
Брав участь у роботі бакинських підпільних більшовицьких друкарень та у виданні соціал-демократичних газет «Голос робітника» (1906), «Бакинський робітник» (1906), «Дні» (1907). Під час Першої світової війни нікелювальна майстерня Мартикяна була однією з конспіративних квартир Бакинського комітету РСДРП, зокрема в серпні 1914 року там відбулося засідання Бакинського комітету РСДРП. 
У 1917 році — член Бакинського комітету РСДРП(б), у квартирі Мартикяна працювала редакція газети Бакинського комітету РСДРП(б) «Соціал-демократ» вірменською мовою. У 1918 році був організатором і комісаром бойової дружини більшовиків, яка захищала Бакинську комуну.
З вересня 1918 по березень 1919 року — на партійній роботі в місті Астрахані.
З червня 1919 по травень 1920 року перебував на підпільній радянській роботі у Вірменській Республіці, входив до складу підпільного партійного комітету Вірменії та міського партійного комітету в Ерівані. У червні 1920 року заарештований, сидів у в'язниці до окупації Вірменії радянськими військами у листопаді 1920 року.
У 1920-х роках — секретар Еріванського міського комітету КП(б) Вірменії.
До березня 1926 року — голова Центральної контрольної комісії КП(б) Вірменії.
На 1929 рік — керуючий електромеханічного тресту Вірменської РСР.
У 1930 — січні 1931 року — голова Еріванської міської ради.
У січні 1931 — 1932 року — голова Вищої ради народного господарства (ВРНГ) Вірменської РСР
23 квітня 1933 — 17 листопада 1936 року — голова Центрального виконавчого комітету (ЦВК) Вірменської РСР.
Одночасно 18 січня 1933 — 1937 року — голова Центрального виконавчого комітету (ЦВК) Закавказької РФСР.
У 1937 році заарештований органами НКВС. Деякий час перебував у в'язниці, потім був звільнений та реабілітований.
Помер 13 травня 1957 року після тривалої і важкої хвороби в місті Єревані.

## Нагороди
- орден Трудового Червоного Прапора (2.08.1954)